# Erik Zabel
Erik Zabel (Oost-Berlijn, 7 juli 1970) is een voormalig Duits wielrenner die geldt als een van de beste sprinters van zijn tijd. Zabel won zes maal de groene trui in de Ronde van Frankrijk, geruime tijd een record. In 2019 ging Peter Sagan hier namelijk overheen. Zabel bleek echter het grootste deel van zijn professionele wielercarrière doping te hebben gebruikt: epo, cortisone en bloeddoping.
De specialiteit van Erik Zabel was de massasprint, maar hij stond bekend als een van de weinige renners van zijn generatie die het hele jaar door op hoog niveau presteerden. Ook in de winter bleef hij zesdaagses rijden op de piste. Hij was vier keer de beste in Milaan-San Remo; 1997, 1998, 2000, 2001. Die zeges leverden hem de bijnaam Signore San Remo op. In 2000 won hij de Amstel Gold Race. Parijs-Tours, de najaarsklassieker die in de agenda van sprinters omcirkeld staat, schreef Zabel drie maal op zijn naam. In totaal behaalde hij in zijn loopbaan 213 zeges en een pak meer ereplaatsen. 
Zabel was rond de millenniumwisseling samen met Jan Ullrich de populairste Duitse wielrenner. De prestaties van Zabel en Ullrich zorgden voor een enorm gegroeide populariteit van wielrennen in Duitsland.

## Biografie
Erik Zabel werd beroepswielrenner in 1992, toen hij voor het team Fröndenberg ging rijden. Een jaar later stapte hij over naar Team Telekom, later T-Mobile Team geheten, waar hij meer dan tien jaar voor heeft gereden.
Van 1996 tot en met 2001 won Zabel zes maal op rij het puntenklassement van de Ronde van Frankrijk. Van 2002 tot en met 2004 won hij drie keer het puntenklassement van de Ronde van Spanje. In 2001 en 2002 werd Zabel eerste op de UCI-ranglijst; in 2001 schreef hij zelfs 29 overwinningen op zijn naam. In 2000 en 2003 werd hij tweede.
In 2003 kreeg hij bij de overwinning in Parijs-Tours de "Gele wimpel" uitgereikt, de onderscheiding voor het hoogste uurgemiddelde behaald in een internationale klassieker. Hij verbeterde hiermee de prestatie van de Oekraïner Andrei Tchmil uit 1997. Hij behield dit record tot dezelfde koers in 2010, waar de Spanjaard Óscar Freire hem deze virtuele wimpel afnam.
Tot 2005 reed Zabel bij hetzelfde door de Duitse telefoonmaatschappij gesponsorde team. In 2006 stapte Zabel over naar de Milramformatie, waar hij ploeggenoot werd van zijn Italiaanse sprintcollega Alessandro Petacchi. Zabel wou graag bij T-Mobile blijven, maar door het vertrek van manager Walter Godefroot, die werd vervangen door Olaf Ludwig, lukte dit niet. Ludwig stelde zich niet erg toegeeflijk op tegenover Zabel.
Op 26 september 2008 besloot de toen 38-jarige renner een punt te zetten achter zijn carrière. Hij nam afscheid op de weg op 12 oktober 2008 in Parijs-Tours, de wedstrijd die hij drie keer won en dit keer als zevende afsloot. Zabel kneep voor het laatst de remmen dicht na afloop van het zesdaagseseizoen, waarbij hij onder andere de zesdaagse van Amsterdam en Vlaanderen-Gent reed.

## Doping
Op een persconferentie op 24 mei 2007 maakte Zabel bekend eenmalig, vlak voor de Ronde van Frankrijk 1996, een week epo te hebben gebruikt. Omdat het niets voor hem was en bovendien veel te gevaarlijk was, aldus Zabel, is het daar bij gebleven. Ook zijn teamgenoten Bjarne Riis, Rolf Aldag, Udo Bölts en Christian Henn legden dergelijke bekentenissen af. Wielerfans reageerden vooral geschokt op de bekentenis van Zabel omdat juist hij bekendstond als een renner die tegen doping is, getuige ook zijn bijnaam Mr.Clean. In 2013 werden de bloedstalen uit de Ronde van Frankrijk van 1998 getest op epo. Hieruit bleek dat Zabel ook in dat jaar epo gebruikte.
Op 28 juli 2013 verklaarde Zabel dat hij regelmatig doping gebruikte in de periode van 1996 tot 2003.

## Overwinningen
1993 - 5 zeges
- 1e etappe Coca-Cola Trophy
- 4e etappe Coca-Cola Trophy
- Eindklassement Coca-Cola Trophy
- 1e etappe Tirreno-Adriatico
- Ronde van Bern

1994 - 9 zeges
- Classic Haribo
- 2e etappe Ronde van Aragon
- 3e etappe Ronde van Aragon
- 5e etappe Ronde van Aragon
- 2e etappe Ronde van de Toekomst
- 5e etappe Ronde van de Toekomst
- 7e etappe Ronde van de Toekomst
- 8e etappe Ronde van de Toekomst
- Parijs-Tours

1995 - 9 zeges
- 1e etappe Tirreno-Adriatico
- 2e etappe Ronde van Aragon

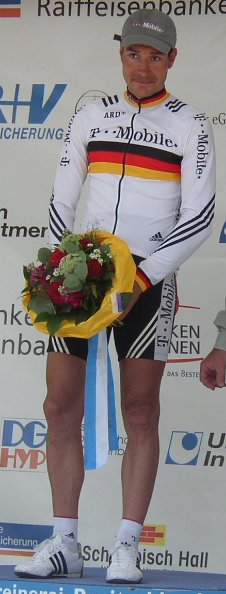
Zabel in de Duitse kampioenstrui in 2004

- 1e etappe Vierdaagse van Duinkerke
- 4e etappe Vierdaagse van Duinkerke
- 3e etappe Ronde van Zwitserland
- 4e etappe Ronde van Zwitserland
- 6e etappe Ronde van Frankrijk
- 17e etappe Ronde van Frankrijk
- Spektakel van Steenwijk

1996 - 12 zeges
- 3e etappe Ruta del Sol
- 1e etappe Catalaanse Week
- 2e etappe Catalaanse Week
- 4e etappe Catalaanse Week
- 2e etappe Vierdaagse van Duinkerke
- Rund um Köln
- 2e etappe Ronde van Luxemburg
- 3e etappe Ronde van Frankrijk
- 10e etappe Ronde van Frankrijk
- Puntenklassement Ronde van Frankrijk
- 2e etappe Ronde van Nederland
- Airportrace
- Continentale Classic

1997 - 27 zeges
- Trofeo Palma de Mallorca
- 1e etappe Ruta del Sol
- Eindklassement Ruta del Sol
- Trofeo Luis Puig
- 3e etappe Ronde van Valencia
- Milaan-San Remo
- Grote Scheldeprijs
- 2e etappe Bayern-Rundfahrt
- 4e etappe Bayern-Rundfahrt
- 1e etappe Ronde van Luxemburg
- 2e etappe Ronde van Zwitserland
- 3e etappe Ronde van Frankrijk
- 7e etappe Ronde van Frankrijk
- 8e etappe Ronde van Frankrijk
- Puntenklassement Ronde van Frankrijk
- 5e etappe Ronde van Nederland
- City Night Berline
- City Night Rhede
- Grazer Altstadt Kriterium
- Criterium Herford
- Nacht von Hannover
- Ronde d'Aix-en-Provence
- Criterium Weissenburg
- Rund durch Unna
- Draai van de Kaai
- Ridderronde Maastricht
- Continentale Classic
- Rund um Berlin

1998 - 19 zeges
- Trofeo Palma de Mallorca
- 1e etappe Ronde van Valencia
- 2e etappe Tirreno-Adriatico
- 7e etappe Tirreno-Adriatico
- 8e etappe Tirreno-Adriatico
- Milaan-San Remo
- 4e etappe Ronde van Aragon
- 5e etappe Ronde van Aragon
- Ronde van Midden-Zeeland
- 1e etappe Bayern-Rundfahrt
- 4e etappe Bayern-Rundfahrt
- 4e etappe Ronde van Luxemburg
- 4e etappe Route du Sud
- Nationaal kampioenschap Duitsland op de weg, Elite
- Puntenklassement Ronde van Frankrijk
- City Night Rhede
- 2e etappe Coca-Cola Trophy
- Eindklassement Coca-Cola Trophy
- GP von Buchholz
- Grazer Altstadt Kriterium

1999 - 16 zeges
- 2e etappe Tour Down Under
- 4e etappe Tour Down Under
- 2e etappe Ronde van Valencia
- 1e etappe Ronde van Aragon
- Rund um den Henninger-Turm
- 6e etappe Ronde van Duitsland
- 4e etappe Ronde van Catalonië
- 5e etappe Ronde van Catalonië
- Puntenklassement Ronde van Frankrijk
- Ronde van Bochum
- 2e etappe Bayern-Rundfahrt
- 4e etappe Bayern-Rundfahrt
- Ahlener City-Night
- City Night Rhede
- 4e etappe Coca-Cola Trophy
- Eindklassement Coca-Cola Trophy
- Continentale Classic

2000 - 19 zeges
- 5e etappe Tour Down Under
- 1e etappe Ruta del Sol
- Trofeo Luis Puig
- 4e etappe Ronde van Valencia
- 4e etappe Tirreno-Adriatico
- Milaan-San Remo
- 3e etappe Catalaanse Week
- 4e etappe Catalaanse Week
- Amstel Gold Race
- 2e etappe Bayern-Rundfahrt
- 2e etappe Ronde van Duitsland
- 5e etappe Ronde van Duitsland
- 8e etappe Ronde van Duitsland
- 2e etappe Ronde van Catalonië
- 3e etappe Ronde van Catalonië
- 20e etappe Ronde van Frankrijk
- Puntenklassement Ronde van Frankrijk
- 3a etappe Ronde van Rijnland-Palts
- Sparkassen Cup-Schwenningen
- Unnaer Sparkassen Cup
- Eindklassement UCI World Cup

2001 - 29 zeges
- Trofeo Palma de Mallorca
- Trofeo Manacor
- 3e etappe Ruta del Sol
- Trofeo Luis Puig
- 2e etappe Ronde van Valencia
- Milaan-San Remo
- 3e etappe Bayern-Rundfahrt
- 4e etappe Bayern-Rundfahrt
- 5e etappe Bayern-Rundfahrt
- 6e etappe Bayern-Rundfahrt
- 2e etappe Ronde van Duitsland
- 3e etappe Ronde van Duitsland
- 8e etappe Ronde van Duitsland
- 2e etappe Ronde van Zwitserland
- 9e etappe Ronde van Zwitserland
- 1e etappe Ronde van Frankrijk
- 3e etappe Ronde van Frankrijk
- 19e etappe Ronde van Frankrijk
- Puntenklassement Ronde van Frankrijk
- HEW Cyclassics
- 2e etappe Ronde van Spanje
- 3e etappe Ronde van Spanje
- 4e etappe Ronde van Spanje
- Entega GP
- Rund um die Sparkasse-Krefeld
- Stuttgart-Hohenheim
- Wielerronde van Boxmeer
- Unnaer Sparkassen Cup
- 5e etappe Top-Trophy
- Eindklassement Top-Trophy
- Eindklassement UCI Road World Rankings

2002 - 22 zeges
- 1e etappe Tirreno-Adriatico
- 1e etappe Catalaanse Week
- 2a etappe Catalaanse Week
- 2e etappe Ronde van Aragon
- Rund um den Henninger-Turm
- 6e etappe Bayern-Rundfahrt
- 1e etappe Ronde van Luxemburg
- 1e etappe Ronde van Duitsland
- 2e etappe Ronde van Duitsland
- 5e etappe Ronde van Duitsland
- 7e etappe Ronde van Duitsland
- 2e etappe Ronde van Zwitserland
- 8e etappe Ronde van Zwitserland
- 6e etappe Ronde van Frankrijk
- Puntenklassement Ronde van Frankrijk
- 1e etappe Ronde van Nederland
- Puntenklassement Ronde van Spanje
- Ronde van Neurenberg
- Nacht von Hannover
- Criterium Duisburg
- Rund um die Märchenmühle
- Criterium Dortmund
- Unnaer Sparkassen Cup
- Criterium Mönchengladbach
- Eindklassement UCI Road World Rankings

2003 - 14 zeges
- 3e etappe Ronde van Murcia
- 1e etappe Catalaanse Week
- 5e etappe Catalaanse Week
- 5e etappe Bayern-Rundfahrt
- 1e etappe Ronde van Duitsland
- Nationaal kampioenschap Duitsland op de weg, Elite
- 3e etappe Ronde van Nederland
- 10e etappe Ronde van Spanje
- 11e etappe Ronde van Spanje
- Puntenklassement Ronde van Spanje
- Parijs-Tours
- Criterium Neuss
- Wielerronde van Boxmeer
- Rund um die Sparkasse-Krefeld
- Criterium Dortmund

2004 - 9 zeges
- 5e etappe Ruta del Sol
- Rund um Köln
- 7e etappe Vredeskoers
- 9e etappe Vredeskoers
- 2e etappe Bayern-Rundfahrt
- 5e etappe Bayern-Rundfahrt
- Puntenklassement Ronde van Spanje
- Sparkassen Cup-Schwenningen
- Hammer City-Night
- Criterium Duisburg

2005 - 6 zeges
- Rund um den Henninger-Turm
- Parijs-Tours
- Dahme Trophy
- Criterium Radevormwald
- Rund in Ratingen
- Unnaer Sparkassen Cup

2006 - 7 zeges
- 1e etappe Bayern-Rundfahrt
- 4e etappe Ronde van Spanje
- 21e etappe Ronde van Spanje
- Criterium Mönchengladbach
- Nacht von Hannover
- Unnaer Sparkassen Cup
- Betzdorf City Night

2007 - 6 zeges
- 2e etappe Bayern-Rundfahrt
- 3e etappe Bayern-Rundfahrt
- 2e etappe Ronde van Zwitserland
- 3e etappe Ronde van Duitsland
- 7e etappe Ronde van Spanje
- Dernycriterium Bochum

2008 - 4 zeges
- 2e etappe Ronde van Valencia
- Nacht von Hannover
- Dernycriterium Bochum
- Profronde van Surhuisterveen

Totaal: 213 zeges

## Overwinningen in zesdaagsen
| Nr. | Jaar | Zesdaagse van | Samen met         |
| --- | ---- | ------------- | ----------------- |
| 1   | 1995 | München       | Etienne De Wilde  |
| 2   | 1996 | Dortmund      | Rolf Aldag        |
| 3   | 2000 | Dortmund      | Rolf Aldag        |
| 4   | 2001 | München       | Silvio Martinello |
| 5   | 2001 | Dortmund      | Rolf Aldag        |
| 6   | 2005 | Dortmund      | Rolf Aldag        |
| 7   | 2005 | München       | Robert Bartko     |
| 8   | 2006 | Dortmund      | Bruno Risi        |
| 9   | 2006 | München       | Bruno Risi        |
| 10  | 2007 | Bremen        | Bruno Risi        |
| 11  | 2008 | Dortmund      | Leif Lampater     |
| 12  | 2009 | Bremen        | Leif Lampater     |
| 13  | 2009 | Berlijn       | Robert Bartko     |

| Aantal | Samen met                              |
| ------ | -------------------------------------- |
| 4      | - Rolf Aldag                           |
| 3      | - Bruno Risi                           |
| 2      | - Robert Bartko - Leif Lampater        |
| 1      | - Etienne De Wilde - Silvio Martinello |

## Belangrijkste resultaten
Ronde van Frankrijk
- 12 etappeoverwinningen (1995-2002)
- 6 keer winnaar puntenklassement (1996 t/m 2001)

Ronde van Spanje
- 8 etappeoverwinningen (2001-2007)
- 3 keer winnaar puntenklassement (2002 t/m 2004)

Ronde van Duitsland
- 13 etappeoverwinningen
- 7 keer winnaar puntenklassement

Grote eendaagse wedstrijden
- 4 keer winnaar Milaan-San Remo (1997, 1998, 2000, 2001)
- 3 keer winnaar Parijs-Tours (1994, 2003, 2005)
- Winnaar Amstel Gold Race (2000)
- Winnaar HEW Cyclassics (2001)
- 3 keer winnaar Rund um den Henninger-Turm (1999, 2002, 2005)

Nationaal kampioenschap
- 2 maal Duits kampioen (1998, 2003)

Overig
- Winnaar wereldbeker in 2000

## Ploegen
- 1991 - Die Continentale
- 1992 - Union Fröndenberg
- 1993 - Telekom
- 1994 - Telekom
- 1995 - Team Deutsche Telekom
- 1996 - Team Deutsche Telekom
- 1997 - Team Deutsche Telekom
- 1998 - Team Deutsche Telekom
- 1999 - Team Deutsche Telekom
- 2000 - Team Deutsche Telekom
- 2001 - Team Deutsche Telekom
- 2002 - Team Deutsche Telekom
- 2003 - Team Telekom
- 2004 - T-Mobile Team
- 2005 - T-Mobile Team
- 2006 - Team Milram
- 2007 - Team Milram
- 2008 - Team Milram

## Resultaten in voornaamste wedstrijden
| Jaar | Ronde van Italië | Ronde van Frankrijk | Ronde van Spanje |
| ---- | ---------------- | ------------------- | ---------------- |
| 1993 |                  |                     |                  |
| 1994 |                  | opgave              |                  |
| 1995 |                  | 90e (2)             |                  |
| 1996 |                  | 82e (2)             |                  |
| 1997 |                  | 66e (3)             |                  |
| 1998 |                  | 62e                 |                  |
| 1999 |                  | 89e                 |                  |
| 2000 |                  | 61e (1)             |                  |
| 2001 |                  | 96e (3)             | 86e (3)          |
| 2002 |                  | 82e (1)             | 69e              |
| 2003 |                  | 107e                | 72e (2)          |
| 2004 |                  | 59e                 | 43e              |
| 2005 | 63e              |                     | 62e              |
| 2006 |                  | 86e                 | 62e (2)          |
| 2007 |                  | 79e                 | 73e (1)          |
| 2008 | 80e              | 43e                 | 49e              |

| Jaar | Milaan-San Remo | Gent-Wevelgem | Ronde van Vlaanderen | Parijs-Roubaix | Amstel Gold Race | Luik-Bast.‑Luik | Ronde van Lombardije | Cyclassics Hamburg | Parijs-Tours | Rund um den Henninger-Turm |  | WK op de weg |  | Wereldranglijsten |
| ---- | --------------- | ------------- | -------------------- | -------------- | ---------------- | --------------- | -------------------- | ------------------ | ------------ | -------------------------- |  | ------------ |  | ----------------- |
| 1993 | 94e             |               | 59e                  |                |                  |                 | 60e                  |                    | 49e          |                            |  |              |  |                   |
| 1994 | 16e             | 36e           | 22e                  |                |                  |                 |                      |                    | ↑            | 46e                        |  | opgave       |  | 8e (UWB)          |
| 1995 | 69e             | 8e            | 69e                  | 44e            |                  |                 |                      |                    | 25e          |                            |  |              |  |                   |
| 1996 | 39e             | 11e           | 20e                  | 36e            | 38e              |                 |                      |                    | 91e          | 6e                         |  |              |  |                   |
| 1997 | ↑               | 93e           | 36e                  | 41e            | 62e              |                 |                      |                    |              |                            |  |              |  |                   |
| 1998 | ↑               | 6e            | 43e                  |                | 39e              |                 |                      | 22e                |              | 10e                        |  |              |  |                   |
| 1999 | ↑               | 23e           | 22e                  | 29e            | 13e              |                 |                      | 9e                 |              | Goud                       |  |              |  | (UWB)             |
| 2000 | ↑               | 41e           | 4e                   | ↑              | ↑                | 39e             |                      | 4e                 | 11e          | 29e                        |  |              |  |                   |
| 2001 | ↑               | 9e            | 53e                  |                |                  |                 |                      | ↑                  | ↑            |                            |  | 5e           |  | 14e (UWB)         |
| 2002 | 70e             | 8e            | 10e                  | 26e            | 9e               |                 |                      | 77e                | ↑            | Goud                       |  | ↑            |  |                   |
| 2003 | 6e              |               | 43e                  | 15e            | 15e              |                 |                      | 6e                 | ↑            | Zilver                     |  | 11e          |  |                   |
| 2004 | ↑               |               |                      |                | 16e              | 81e             |                      | 7e                 |              | 7e                         |  | ↑            |  |                   |
| 2005 | 14e             | 9e            | 4e                   |                | 49e              |                 |                      | 15e                | ↑            | Goud                       |  | 29e          |  |                   |
| 2006 | 21e             | 41e           | 11e                  | 12e            |                  |                 |                      | ↑                  |              | 4e                         |  | ↑            |  | 39e (UPT)         |
| 2007 | 6e              |               |                      |                | 58e              |                 |                      | 5e                 | 11e          | 13e                        |  | 18e          |  | 26e (UPT)         |
| 2008 | 17e             | 4e            |                      |                | 23e              |                 |                      |                    | 7e           |                            |  | 29e          |  | 55e (UPT)         |

Wielerploegen van Erik Zabel
Aldag ·
Ampler ·
Audehm ·
Bölts ·
De Wilde ·
Gröne ·
Hanegraaf ·
Henn ·
Heppner ·
Holm ·
Krieger · 
Kummer ·
Ludwig ·
Merckx ·
Raab ·
van Orsouw ·
Wesemann ·
Zabel ·
Teutenberg (stagiair) ·
Werner (stagiair)
Aldag ·
Audehm ·
Bölts ·
Dietz ·
Gröne ·
Hanegraaf ·
Henn ·
Heppner ·
Holm ·
Krieger · 
Kummer ·
Ludwig ·
Merckx ·
Raab ·
van Orsouw ·
Werner ·
Wesemann ·
Zabel ·
Lehmann (stagiair) ·
Rich (stagiair) ·
Ullrich (stagiair)
Aldag ·
Audehm ·
Bölts ·
Dietz ·
Gröne ·
Henn ·
Heppner ·
Holm ·
Hundertmarck ·
Kummer ·
Lafis · 
Ludwig ·
Poelnikov ·
Raab ·
Trumheller ·
Ullrich ·
Werner ·
Wesemann ·
Zabel
Aldag ·
Andersson (tot 31/10) ·
Audehm ·
Bölts ·
Dietz ·
Henn ·
Heppner ·
Holm ·
Hundertmarck ·
Kummer ·
Lafis · 
Ludwig ·
Meinert-Nielsen ·
Riis ·
Ullrich ·
Werner ·
Wesemann ·
Zabel ·
Kyneb (stagiair)
Aldag ·
Bölts ·
Corvers ·
Dietz ·
Henn ·
Heppner ·
Holm ·
Hundertmarck ·
Kummer ·
Lafis · 
Lombardi ·
Ludwig (tot 15/02) ·
Riis ·
Schaffrath ·
Totschnig ·
Ullrich ·
Wesemann ·
Zabel
Aldag ·
Baldinger ·
Blaudzun ·
Bölts ·
Dietz ·
Frattini ·
Henn ·
Heppner ·
Hundertmarck ·
Klöden ·
Lombardi ·
Müller ·
Riis ·
Schaffrath ·
Totschnig ·
Ullrich ·
Wesemann ·
Zabel
Aldag ·
Baldinger ·
Bölts ·
Elli ·
Frattini ·
Grabsch ·
Guerini ·
Henn ·
Heppner ·
Hondo ·
Hundertmarck ·
Jaksche ·
Klöden ·
Lombardi ·
Riis ·
Schaffrath ·
Totschnig ·
Ullrich   ·
Wesemann ·
Zabel
Aldag ·
Bölts ·
Elli ·
Fagnini ·
Grabsch ·
Guerini ·
Heppner ·
Hondo ·
Hundertmarck ·
Jaksche ·
Kessler ·
Klöden ·
Lombardi ·
Mizoerov ·
Schaffrath ·
Schreck ·
Totschnig ·
Trampusch ·
Ullrich    ·
Vinokoerov ·
Wesemann ·
Zabel
Aldag ·
Bartko ·
Bölts ·
Elli ·
Fagnini ·
Grabsch ·
Guerini ·
Heppner ·
Hiekmann ·
Hondo ·
Hundertmarck ·
Kessler ·
Klier ·
Klöden ·
Livingston ·
Lombardi ·
Mizoerov ·
Schaffrath ·
Schreck ·
Sgambelluri ·
Trampusch ·
Ullrich    ·
Vinokoerov ·
Wesemann ·
Zabel
Aldag ·
Bartko ·
Bölts ·
Fagnini ·
Grabsch ·
Guerini ·
Heppner ·
Hiekmann ·
Hondo ·
Hundertmarck ·
Jakovlev ·
Julich ·
Kessler ·
Klier ·
Klöden ·
Kopp ·
Livingston ·
Reichl ·
Schaffrath ·
Schreck ·
Schumacher ·
Ullrich    ·
Vinokoerov ·
Wesemann ·
Zabel
Aerts ·
Aldag ·
Botero   ·
Evans ·
Fagnini ·
Guerini ·
Hiekmann ·
Hondo ·
Hundertmarck ·
Jakovlev ·
Julich ·
Kessler ·
Klier ·
Klöden ·
Kopp ·
Nardello ·
Reichl ·
Savoldelli ·
Schaffrath ·
Schreck ·
Schumacher ·
Vinokoerov ·
Werner ·
Wesemann ·
Zabel
Aerts ·
Aldag ·
Baumann ·
Botero ·
Evans ·
Guerini ·
Hiekmann ·
Ivanov ·
Jakovlev ·
Kessler ·
Klier ·
Klöden ·
Konečný ·
Korff ·
Nardello ·
Savoldelli ·
Schaffrath ·
Schmitz ·
Schreck ·
Steinhauser ·
Ullrich  ·
Vinokoerov ·
Werner ·
Wesemann ·
Zabel ·
Burghardt (stagiair) ·
Haussler (stagiair) 
Aldag ·
Baumann ·
Burghardt ·
Giling ·
Guerini ·
Hiekmann ·
Ivanov ·
Jakovlev ·
Kessler ·
Klier ·
Klöden ·
Kohl ·
Konečný ·
Korff ·
Lara ·
Nardello ·
Pollack ·
Schaffrath ·
Schmitz ·
Schreck ·
Sevilla ·
Steinhauser ·
Ullrich ·
Vinokoerov ·
Werner ·
Wesemann ·
Zabel ·
Bengsch (stagiair) ·
Martens (stagiair) ·
Westphal (stagiair)
Becke ·
Cadamuro ·
Celestino ·
Cortinovis ·
den Bakker · 
Djoedja ·  
Ghisalberti ·
Gobbi · 
Grabsch ·
Haueisen ·
Hryvko · 
Iglinski ·
Jurčo · 
Knees ·
Lorenzetto · 
Müller ·
Musiol ·
Ongarato ·   
Petacchi ·
Poitschke ·
Rigotto ·
Sabatini ·
Sacchi ·   
Schröder ·
Scognamiglio ·
Siedler ·
Vanotti ·
Velo ·
Visconti ·
Zabel
Astarloa ·
Celestino ·
Cortinovis ·
Djoedja ·  
Ghisalberti ·
Grabsch ·
Haueisen ·
Hryvko · 
Jurčo · 
Knees ·
Lancaster ·
Lorenzetto · 
Müller ·
Ongarato ·   
Petacchi ·
Poitschke ·
Rigotto ·
Sabatini ·
Sacchi ·   
Schröder ·
Schwager ·
Scognamiglio ·
Sieberg ·
Siedler ·
Terpstra ·
Velo ·
Zabel ·
Barla (stagiair) ·
Orlandi (stagiair) ·
Salvi (stagiair)
Astarloa (tot 31/05) ·
Barla ·
Djoedja ·  
Eichler ·
Gajek ·
Ghisalberti ·
Grabsch ·
Haueisen ·
Hryvko · 
Jurčo · 
Knees ·
Kux ·
Lancaster ·
Müller ·
Ongarato ·   
Petacchi (tot 30/04) ·
Poitschke ·
Rigotto ·
Roels ·
Sabatini ·
Schröder ·
Schwager ·
Terpstra ·
M. Velits ·
P. Velits ·
Velo ·
Zabel ·
Geschke (stagiair) ·
Hassink (stagiair) ·
Schluter (stagiair)
- Gemeinsame Normdatei: 122755707
- International Standard Name Identifier: 0000 0000 1636 4926
- Library of Congress Control Number: no2011151351
- Système universitaire de documentation: 167564056
- Virtual International Authority File: 37808120
- WorldCat: E39PBJbRhGBKxqqFGY94vHfH4q